# Firetrap
Firetrap, o Fire Trap nella schermata introduttiva, è un videogioco arcade di tipo sparatutto a scorrimento verticale, prodotto nel 1986 dalla giapponese Wood Place e concesso in licenza a Data East per il mercato occidentale. Nel 1987 Electric Dreams pubblicò conversioni per i computer Amstrad CPC, Commodore 64 e ZX Spectrum, con il titolo Firetrap anche a video. Il gioco è simile a Crazy Climber, arcade uscito nel 1980, e ha per protagonista un pompiere intento a scalare un grattacielo in fiamme per salvare gli inquilini intrappolati.

## Modalità di gioco
Il giocatore controlla il pompiere che può arrampicarsi lungo due delle pareti del grattacielo, mostrate con visuale isometrica a scorrimento verticale. Nella versione arcade lo scorrimento è anche limitatamente in orizzontale e il controllo avviene tramite due joystick, proprio come in Crazy Climber: muovendoli su e giù in modo alternato si scala il palazzo, mentre muovendoli insieme ci si sposta nelle altre direzioni; muovendoli l'uno verso l'altro invece si spara. Si possono usare come appigli solo le finestre, mentre le pareti presentano restringimenti e ostacoli da aggirare.
Dalle numerose finestre possono spuntare fuori fiamme e palle di fuoco in movimento. Dall'alto invece cadono pesanti oggetti d'arredamento di ogni genere o cose più strane. Il contatto con il fuoco o con un oggetto causa la caduta del pompiere e la perdita di una vita. Quando questo succede, una mappa mostra a che punto della scalata si è arrivati.
Il pompiere è dotato di un estintore che spara getti d'acqua a forma di sfere, normalmente solo verso l'alto, e può sia respingere palle di fuoco e oggetti cadenti sia spegnere le fiamme alle finestre. Quando si spegne una fiamma, al suo posto può apparire un bonus da raccogliere, ad esempio un power-up per sparare acqua anche in altre direzioni.
Durante la scalata il vigile del fuoco può salvare inquilini e cani affacciati alle finestre; è sufficiente raggiungerli, dopodiché essi si metteranno in salvo con un paracadute. Lo scopo finale comunque è raggiungere il tetto dell'edificio e salvare la donna che si trova qui, prima che scada il tempo. Quindi il pompiere discenderà molto velocemente con uno zaino jet insieme alla donna, potendo ancora spegnere un po' di fuochi come bonus in questo frangente. Si passerà quindi a un nuovo grattacielo.